# Mohawkowie
Mohawkowie (nazwa własna Kaniengehawa „Lud Krzemieni” ; angielski Mohawk wywodzi się od algonkińskiego Mō häk „Pożeracze ludzi”) – północnoamerykańscy Indianie należący do ligi irokeskiej (nie należy mylić z plemieniem Mohave). W lidze nazywano ich „Odźwiernymi Bramy Wschodu”, bowiem było to najbardziej na wschód wysunięte plemię ligi irokeskiej, mieszkające w dolinie rzeki Mohawk we wschodniej części stanu Nowy Jork, pomiędzy dzisiejszymi miastami Albany i Utica.

## Historia
Plemiona irokeskie pojawiły się na terenach dzisiejszego stanu Nowy Jork około roku 800 i wkrótce rozpoczęły uprawę ziemi. Dla przerwania nieustających wojen międzyplemiennych prorok Huronów Deganawida i szaman Mohawków Hiawata założyli w XV lub XVI wieku ligę irokeską. Deganawida i Hiawata są prawdopodobnie postaciami mitycznymi.
Mohawkowie stali się partnerami w intratnym handlu futer i sojusznikami Holendrów, a później Anglików, w wojnie z Francuzami. Wkrótce po zawarciu brytyjsko-francuskiego pokoju w roku 1763 pewna grupa Mohawków i Oneidów emigrowała, pod wpływem jezuitów, do Kanady Francuskiej i osiadła na południowym brzegu Rzeki Świętego Wawrzyńca. Później grupa ta przeniosła się bliżej Montrealu i chociaż większość z nich przyjęła katolicyzm i zerwała tradycyjny sojusz antyfrancuski, nadal pozostała częścią składową ligi. W okresie późniejszym część spośród nich przeniosła się do Ohio, a w końcu na Terytorium Indiańskie.
Pod wodzą Thayendanegei walczyli po stronie brytyjskiej podczas wojny o niepodległość Stanów Zjednoczonych, a po podpisaniu Traktatu Paryskiego w roku 1783 część przeniosła się do Kanady Brytyjskiej, gdzie władze utworzyły dla lojalnych plemion Rezerwat Sześciu Narodów.
W XIX wieku mieszkający w rezerwatach Mohawkowie i inni Irokezi byli zatrudniani jako wioślarze przez różne kampanie handlowe w Kanadzie (pracowali m.in. przy spławie drewna), a jesienią 1884 roku wzięli udział w wyprawie ratunkowej w górę Nilu. Ekspedycja ta była spóźnioną odsieczą dla otoczonego w Chartumie przez mahdystów generała Gordona, a wioślarze indiańscy zostali wynajęci przez British Army.

## Liczebność
W połowie XVII wieku Mohawków było około 4000. Dwieście lat później ich liczba wzrosła do około 13 tysięcy w Kanadzie i 15 tysięcy w Stanach Zjednoczonych. Według danych US Census Bureau podczas spisu powszechnego w 2000 roku 13 940 obywateli USA zadeklarowało, że jest pochodzenia wyłącznie Mohawk, zaś 26 851 oświadczyło, że ma pochodzenie wyłącznie lub między innymi Mohawk. W kanadyjskiej prowincji Ontario są oni najliczniejszym z Sześciu Narodów i mieszkają m.in. w rezerwacie Tyendinaga w pobliżu wschodniego krańca jeziora Ontario. W 2012 roku liczebność kanadyjskich Mohawków zmalała do 11 tysięcy w wyniku ubytku naturalnego. Zaledwie 15% z nich potrafi posługiwać się rodzimym językiem – kanien’géha.

## Znani Mohawkowie
Deganawida, Hiawata, Joseph Brant, Theyanoguin, Pauline Johnson, Katarzyna Tekakwitha, Jay Silverheels, Robbie Robertson